# Nordsamiska

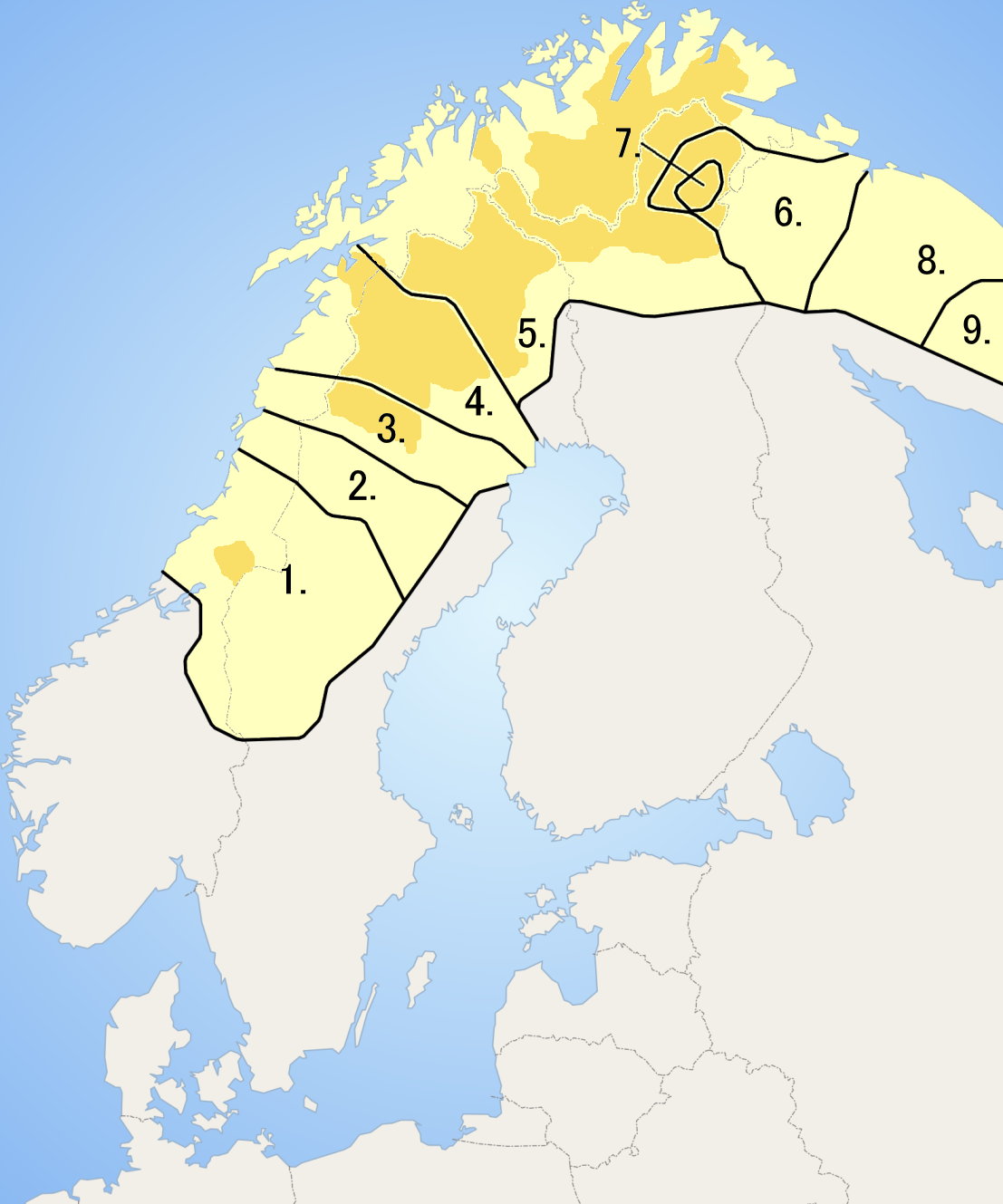
Karta över de samiska språkens utbredning, där nordsamiska är nummer 5 på kartan. Mörkare gult markerar kommuner där samiska som språk har officiell status.

Nordsamiska (inhemskt namn: davvisámegiella) är ett finsk-ugriskt språk, talat i Norge, Sverige, Finland och mindre delar av nordvästra Kolahalvön i Ryssland. Det hör till den västsamiska gruppen av de samiska språken och är, med cirka 25 000 talare, det största samiska språket. Språket klassificeras som hotat.
Ett eget skriftspråk och ortografi bestämdes 1978.

## Historia

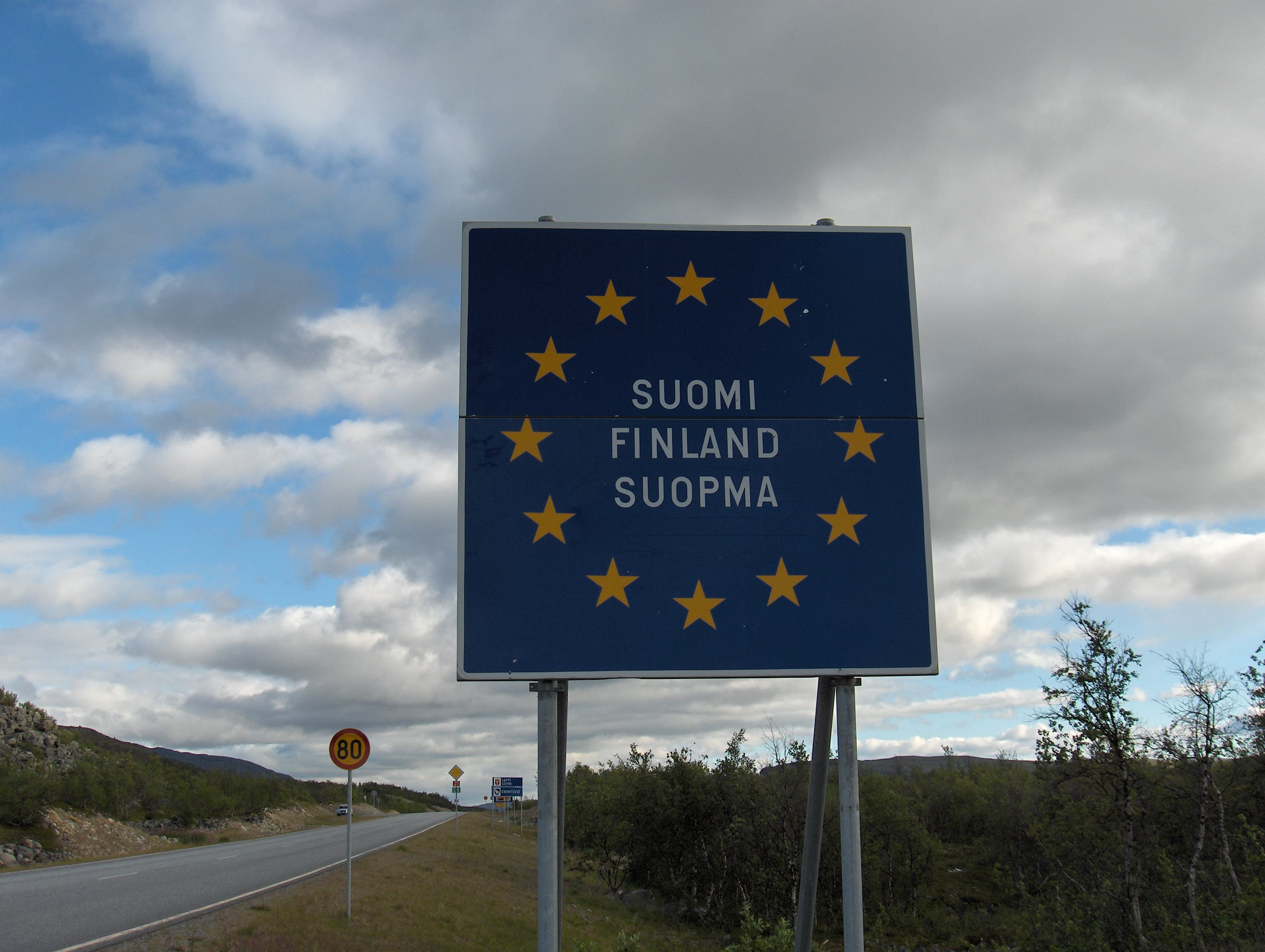
Finländsk gränsskylt vid Kilpisjärvi (sett från norska sidan). Språken på skylten är finska, svenska och nordsamiska.

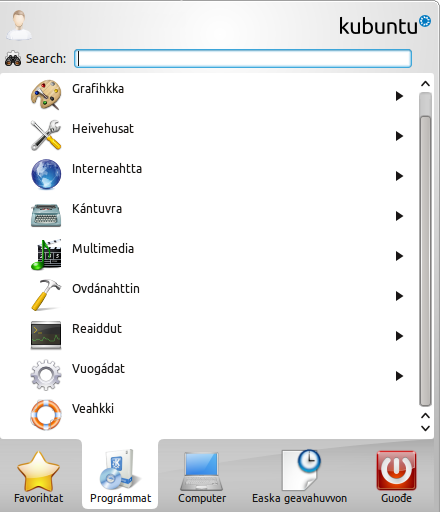
Linux-distributionen Kubuntu är delvis översatt till nordsamiska.

Nordsamiska beskrevs först av Knud Leem (En lappisk Grammatica efter den Dialect, som bruges af Field-Lapperne udi Porsanger-Fiorden)  1748, och i ordböcker 1752 och 1768. Den samtida samiska språkvetaren Anders Porsangers verk fick inte publiceras och merparten av dessa har därför gått förlorade.
Rötterna till dagens nordsamiska skriftspråk går tillbaka till Rasmus Rask, som efter diskussioner med Nils Vibe Stockfleth 1832 gav ut Ræsonneret lappisk sproglære efter den sprogart, som bruges af fjældlapperne i Porsangerfjorden i Finmarken. En omarbejdelse af Prof. Knud Leems Lappiske grammatica. Rask baserade ortografin på principen ett ljud - en bokstav. Alla nordsamiska skriftsystem bygger på Rasks system, till skillnad från lulesamiska och sydsamiska, som i högre grad baseras på svenska och norska skriftkonventioner. Arvet efter Rask visar sig i bruket av diakritiska tecken på konsonanterna; de nordsamiska bokstäverna č, đ, ŋ, š, ŧ, ž var f.ö. ett problem i datasammanhang till dess Unicode infördes. Såväl Stockfleth som senare J.A. Friis publicerade samiska grammatikor och ordböcker.
Nordsamiska, som talas i tre länder, skrevs länge på olika sätt i dessa. Friis ortografi användes i Norge i den samiska bibelöversättningen, den första samiska tidningen Sagai Muittalægje, och i "Finnemisjonens" tidskrift  Nuorttanaste. Den grundläggande samiska ordboken, Konrad Nielsens Lappisk ordbok, använder en egen ortografi. 1948 slogs de nordsamiska skriftkonventionerna i Sverige och Norge samman till den så kallade Bergsland-Ruong-ortografin. Detta system användes dock lite i Norge, där myndigheterna förde en politik som i praktiken förbjöd samiska som vardagsspråk. I Sveriges bedrevs undervisning på samiska i Sameskolan, som förde den så kallade Lapp ska vara lapp-politiken, som syftade till att hålla samer separerade från samhället i övrigt. 
Uppståndelsen kring utbyggnaden av Altaälven och ett mer tolerant politiskt klimat ledde till en förändring av den norska assimileringpolitiken de sista decennierna av 1900-talet. I dag är nordsamiska officiellt språk i två fylken och sex kommuner: Kautokeino, Karasjok, Nesseby, Tana och Porsanger kommun i Finnmark fylke samt Kåfjords kommun i Troms fylke. I Finland är nordsamiska officiellt språk i Utsjoki, Enare, Enontekis och norra Sodankylä, det vill säga i hela Samernas hembygdsområde, vid sidan av finska och i Enare kommun också vid sidan av enaresamiska och skoltsamiska.

## Fonologi

### Vokaler
|           | Främre | Bakre |
| --------- | ------ | ----- |
| Sluten    | i      | u     |
| Halvöppen | e      | o     |
| Öppen     | a      | ɑ     |

Nordsamiska har också följande diftonger: ea [eæ], ei [ej], ii [ij], ie [i̯e], oa [o̯a] och uo [u̯o].
Källa:

### Konsonanter
|             |             | Labial   | Dental   | Alveolar | Postalveolar | Palatal | Velar    | Glottal |
| ----------- | ----------- | -------- | -------- | -------- | ------------ | ------- | -------- | ------- |
| Nasal       | Nasal       | m        | n        |          |              | ɲ       | ŋ        |         |
| Klusil      | Oasp.       | p \| b~b̥ | t \| d~d̥ |          |              | c \| ɟ  | k \| g~g̊ |         |
| Klusil      | Asp.        | pʰ       | tʰ       |          |              |         | kʰ       |         |
| Klusil      | Preasp.     | ʰp       | ʰt       |          |              |         | ʰk       |         |
| Affrikat    | Affrikat    |          |          | t͡s \| d͡z | t͡ʃ \| d͡ʒ     |         |          |         |
| Frikativ    | Frikativ    | f \| v   | θ \| ð   | s        | ʃ            |         |          | h       |
| Approximant | Approximant |          |          |          |              | j       |          |         |
| Lateral     | Lateral     |          |          | l        |              | ʎ       |          |         |
| Tremulant   | Tremulant   |          |          | r        |              |         |          |         |

Källa:

## Det nordsamiska alfabetet
År 1978 fastställdes ett skriftspråk som blev gemensamt för nordsamer i Finland, Norge och Sverige. Det innehåller några tecken som inte används i svenskan, bland annat č (tj-ljud), š (sj-ljud), ŋ (ng-ljud) och á.
A | Á | B | C | Č | D | Đ | E | F | G | H | I | J | K | L | M | N | Ŋ | O | P  | R  | S  | Š  | T | Ŧ | U | V | Z | Ž
| A a | Á á | B b | C c  | Č č  | D d | Đ đ | E e  | F f  | G g |
| a   | á   | be  | ce   | če   | de  | đe  | e    | eff  | ge  |
| --- | --- | --- | ---- | ---- | --- | --- | ---- | ---- | --- |
| /ɑ/ | /a/ | /b/ | /ts/ | /tʃ/ | /d/ | /ð/ | /e/  | /f/  | /ɡ/ |
| H h | I i | J j | K k  | L l  | M m | N n | Ŋ ŋ  | O o  | P p |
| ho  | i   | je  | ko   | ell  | emm | enn | eŋŋ  | o    | pe  |
| /h/ | /i/ | /j/ | /k/  | /l/  | /m/ | /n/ | /ŋ/  | /o/  | /p/ |
| R r | S s | Š š | T t  | Ŧ ŧ  | U u | V v | Z z  | Ž ž  |     |
| err | ess | eš  | te   | ŧe   | u   | ve  | ez   | ež   |     |
| /r/ | /s/ | /ʃ/ | /t/  | /θ/  | /u/ | /v/ | /dz/ | /dʒ/ |     |

## Grammatik
Nordsamiskan ligger i centrum av det samiska språkområdet, och har i många avseenden förändrats mer från det samiska urspråket än de andra samiska språken. 

### Fonologi
Nordsamiska har fem vokaler: i, e, a, o, u, som kan vara korta eller långa. Långt a skrivs med en egen bokstav, á.
Konsonantsystemet är rikt. Stadieväxlingen i nordsamiska är omfattande; där det i finska bara förekommer stadieväxling för p, t, k, så omfattas så gott som alla de nordsamiska konsonanterna av stadieväxling. I och med att genitiv och ackusativ inte har egna suffix är den enda skillnaden mellan nominativ och genitiv/ackusativ stadieväxling; ordet för "fisk" är i nominativ guolli, i genitiv guoli. Jämför finska, där fisk heter kala i nominativ och kalan i genitiv, med skillnad i suffix och inte i stadieväxling.

### Morfologi

#### Ordklasser
Samiska har tre öppna ordklasser: substantiv, adjektiv och verb; därtill några slutna ordklasser.
1. Ord med böjning
  1. Substantiv böjs i kasus och numerus, och kan förses med possessivsuffix.
  2. Adjektiv böjs i komparation och kasus, och har en egen attributform som används när det står framför ett substantiv.
  3. Verb böjs i tempus.
  4. Pronomen böjs i kasus och numerus, men, till skillnad från svenska, inte i genus (son betyder både "han" och "hon"). Samiska har flera slags pronomen:
    1. Personliga pronomen, ex. mun ("jag").
    2. Interrogativa pronomen, ex. gii ("vem").
    3. Reflexiva pronomen, ex. iežas ("sin").
2. Böjningslösa ord
  1. Adpositioner är ord som står före (prepositioner) eller efter (postpositioner) nominalfraser. De flesta adpositioner är oböjda.
  2. Konjunktioner binder ihop satsdelar. Samiska konjunktioner är till exempel ja "och".
  3. Interjektioner är utropsord. Samiska interjektioner är till exempel hui, vuoi.

#### Pronomen
Nordsamiskans personliga pronomen har tre numerus: singularis, dualis och pluralis. Tabellen visar böjningsformerna i nominativ och genitiv/ackusativ:
|              | Nominativ | Svenska  | Genitiv/ ackusativ | Svenska                  |
| ------------ | --------- | -------- | ------------------ | ------------------------ |
| 1:a p. sing. | mun       | jag      | mu                 | min, mitt, mig           |
| 2:a p. sing. | don       | du       | du                 | din, ditt, dig           |
| 3:e p. sing. | son       | han/hon  | su                 | hans/hennes, honom/henne |
| 1:a p. d.    | moai      | vi (två) | munno              | vår, vårt, oss (två)     |
| 2:a p. d.    | doai      | ni (två) | dudno              | er, ert, er (två)        |
| 3:e p. d.    | soai      | de (två) | sudno              | deras, derat, dem (två)  |
| 1:a p. pl.   | mii       | vi       | min                | vår, vårt, oss           |
| 2:a p. pl.   | dii       | ni       | din                | er, ert, er              |
| 3:e p. pl.   | sii       | de       | sin                | deras, derat, dem        |

Följande tabell visar hur personliga pronominet son ("han/hon") böjs i kasusen:
|                   | sg.    | du.      | pl.      |
| ----------------- | ------ | -------- | -------- |
| Nominativ         | son    | soai     | sii      |
| Genitiv/Ackusativ | su     | sudno    | sin      |
| Lokativ           | sus    | sudnos   | sis      |
| Illativ           | sutnje | sudnuide | sidjiide |
| Komitativ         | suinna | sudnuin  | singuin  |
| Essiv             | sunin  | sudnon   | sinin    |

#### Negationsverb
Nordsamiskan har – likt finska, övriga samiska språk samt estniska – ett negationsverb som böjs i modus (indikativ, imperativ, optativ), grammatisk person (1:a, 2:a, 3:e) och numerus (singularis, dualis, pluralis):
|        |  | Ind. pres. | Ind. pres. | Ind. pres. |  | Imperativ | Imperativ | Imperativ |  | Optativ | Optativ | Optativ |  | Supinum? | Supinum? | Supinum? |
|        |  | sg.        | du.        | pl.        |  | sg.       | du.       | pl.       |  | sg.     | du.     | pl.     |  | sg.      | du.      | pl.      |
| ------ |  | ---------- | ---------- | ---------- |  | --------- | --------- | --------- |  | ------- | ------- | ------- |  | -------- | -------- | -------- |
| 1:a p. |  | in         | ean        | eat        |  | -         | -         | -         |  | allom   | allu    | allot   |  | aman     | amame    | amamet   |
| 2:a p. |  | it         | eahppi     | ehpet      |  | ale       | alli      | allet     |  | ale     | alli    | allet   |  | amat     | amade    | amadet   |
| 3:e p  |  | ii         | eaba       | eai        |  | -         | -         | -         |  | allos   | alloska | alloset |  | amas     | amaska   | amaset   |

Negationsverbet i nordsamiska böjs dock inte i tempus.

#### Grammatiska kategorier
Nordsamiska har sju kasus; dessa utgörs av de grammatiska nominativ, genitiv och ackusativ, lokalkasusen illativ och lokativ och de adverbiala komitativ och essiv. Till skillnad från andra samiska språk har inessiv (”i”-kasus) och elativ (”från”-kasus) slagits samman till ett lokativt kasus; lokativ Kárášjogas kan därmed betyda såväl ”i Karasjok” som ”från Karasjok”, medan illativ Kárášjohkii betyder ”till Karasjok”. Andra lokala relationer uttrycks med postpositioner, som till exempel birra, ”om” och haga, ”utan”.
Ägande anges med genitiv av de personliga pronomina, mu fanas ”min båt”. Ett tidigare system, med possessivsuffix, förekommer nu mest i släktskapstermer: vielljan, vielljat, ”min bror, din bror” (av viellja, ”bror”); och som anafor: Máret bassa beatnagis, ”Marit tvättar hunden sin”, där -s i beatnagis är ett possessivsuffix som motsvarar svenska ”sin” i satsen.
Nordsamiska har tre numerus: singularis, dualis och pluralis.

### Syntax
Den nordsamiska syntaxen präglas av lång kontakt med germanska språk, med en grundläggande ordföljd subjekt-verb-objekt. Dock finns en tendens till ordföjd subjekt-verb-objekt-verb, där det första verbet är hjälpverb och det andra huvudverb, som i tyskan, exempel Máret lea beatnaga bassan (svenska: "Marit har tvättat hunden", tyska: "Marit hat den Hund gewaschen").